# مجمع بيراناكان
مجمع بيراناكان (بالإنجليزية: Peranakan Place)‏ والمعروف سابقًا باسم ركن بيراناكان هو صف من ستة متاجر من طابقين باتجاه طريق الثمرة، أسُس قرابة عام 1902 عند تقاطع طريقي إميرالد هيل [الإنجليزية] والثمرة في منطقة نيوتن [الإنجليزية] في سنغافورة. تُشكل جزءًا من منطقة محمية إميرالد هيل داخل حي الثمرة في وسط سنغافورة.
في عام 1895، أصبح مشروع الترميم والتطوير التجريبي الذي أجرته هيئة التنمية الحضرية (URA). ويُستخدم في الوقت الحالي باعتباره مبنى تجاري يحتوي على مجموعة متنوعة من الاستثمارات. يُعد هذا المتجر تصميمًا مُبدعًا في جنوب شرق آسيا، والذي كان شائعًا في ستينيات القرن الماضي، وشهد انتعاشًا ملحوظًا جراء التركيز المتزايد على الحفظ التاريخي. ويقع مدخله في طريق إميرالد هيل في تقاطعه مع طريق الثمرة.